# Francisca de Assis Martins Wood
Francisca de Assis Martins Wood (Lisboa, 4 de outubro de 1802 - Lisboa, 27 de novembro de 1900), também conhecida como Francisca Wood, foi uma escritora, editora, jornalista, tradutora e feminista portuguesa, reconhecida como redactora do semanário A Voz Feminina (1868-1869), e posteriormente O Progresso (1869), sendo considerado o primeiro periódico feminista inteiramente redigido por mulheres a ser publicado não só em Portugal como na Europa.

## Biografia
Nascida a 4 de outubro de 1802, em Lisboa, Francisca de Assis Martins Wood era filha de Narciso Martins e Teresa de Jesus Martins, tendo sido baptizada, um mês após nascer, na Igreja de Santos-o-Velho, antiga freguesia lisboeta onde viveu até aos seus catorze anos de idade.
Durante a sua adolescência emigrou para Inglaterra com o seus pais, permanecendo durante várias décadas no país. Através das suas cartas sabe-se que desde cedo entrou nos círculos da elite intelectual londrina, tendo travado amizade e uma longa correspondência com várias figuras de renome do movimento feminista, tais como Marie Goegg, Lydia Becker e André Léo, pseudónimo de Victoire Léodile Béra, ou ainda Theodore Stanton, filho da feminista americana Elizabeth Cady Stanton e do abolicionista Henry Stanton.
Casou-se a 17 de julho de 1852, numa cerimónia religiosa protestante, em Londres, com o professor de música, compositor e editor William Thorold Wood, filho do ornitólogo inglês Charles Thorold Wood, primo de Anthony Wilson Thorold, bispo de Rochester, e neto de John Thorold, 9º Baronete, bibliófilo e político de Lincolnshire, tendo ainda outros proeminentes membros da família que se radicaram em Portugal anos antes, tais como Julius Wood, pastor presbiteriano no Funchal, que juntamente com Robert Reid Kalley sofreu de perseguição religiosa e fugiu da Madeira em 1843, ou vários empresários e comerciantes ingleses a viver no Porto.
Na década de 1860, Francisca Wood regressou a Portugal com o seu marido e os seus dois filhos, fixando-se numa casa na freguesia da Lapa, em Lisboa, abrindo ainda a tipografia Luso-Britânica no mesmo bairro. Por essa ocasião, no momento em que se introduzia em Portugal a discussão sobre a emancipação feminina, abordando-se pela primeira vez temas como o sufrágio, a instrução feminina, a lei do divórcio, o direito de propriedade e à independência financeira assim como o direito para as mulheres exercerem profissões até então exclusivas ao sexo masculino, e após ter vivido em Inglaterra, onde presenciou importantes reformas em prol da igualdade de género, Francisca Wood começou a frequentar os saraus e salões literários femininos organizados por diversas personalidades da sociedade portuguesa e estrangeira a morar no país, sendo introduzida a Antónia Pusich, Guiomar Torrezão e Maria Amália Vaz de Carvalho, entre outras.
Pouco depois, juntamente com as feministas Carolina Michaëlis de Vasconcelos, Maria Carvalho, Alice Pestana, Alice Moderno, Angelina Vidal, Antónia Pusich e Guiomar Torrezão, Francisca Wood tornou-se numa das primeiras mulheres em Portugal a militar publicamente pelos direitos da mulher, revelando uma constante preocupação com o estatuto de subordinação que existia não só no papel social e no papel de género das mulheres, como também em termos legais, visto que muitos dos direitos obtidos para os cidadãos portugueses eram negados ao sexo feminino. Apercebendo-se que muitas mulheres em Portugal não estavam interessadas na luta pela igualdade de direitos, sendo o assunto considerado quase tabu, Francisca Wood compreendeu que este factor devia-se sobretudo ao sistema patriarcal de teor católico, enraizado ao longos dos séculos no país, beneficiado em muito pela falta de oportunidades que eram dadas às mulheres para obterem um papel activo na sociedade, a não ser o de mãe ou esposa, visto que o sistema de educação à época limitava a sua aprendizagem ou qualquer oportunidade para exercer uma carreira e obterem a sua independência.
Decidida a divulgar os princípios do feminismo e a desmistificar os preconceitos associados ao movimento em Portugal, em 1868, Francisca Wood foi convidada para exercer como redactora principal do periódico semanal A Voz Feminina, passando-o a gerir juntamente com o seu marido, durante dois anos. Com o objectivo de dar voz às mulheres através da escrita, o jornal de quatro páginas abordava temas considerados radicais, como as doutrinas sobre paridade de género de John Stuart Mill, as leis da Reforma de 1832 e de 1867 do Reino Unido, e outros temas e notícias alusivos à causa feminista, utilizando ainda o lema "a mulher livre ao lado do homem livre" na sua primeira publicação. Posteriormente, devido ao facto de todas as suas colaboradoras, editoras e escritoras serem mulheres, o periódico português foi considerado o primeiro semanário inteiramente feminino e feminista da Europa.
Sofrendo ataques na imprensa católica e conservadora do país, em 1869, Francisca e William Wood cessaram a publicação feminista, regressando poucos meses depois à imprensa nacional com o semanário político, literário e crítico O Progresso. Apesar da nova imagem e do novo título, o periódico era no entanto uma continuação da A Voz Feminina, prosseguindo assim a divulgar o feminismo em Portugal e a gerar a polémica a nível nacional e até internacional, nomeadamente com a sua rubrica "O que se faz lá fora", onde expunha e abordava as principais notícias da actualidade, dando ênfase à «la querelle des femmes» (em português «a querela das mulheres») ou os ideais republicanos, tal como ocorreu nomeadamente com a sua peça jornalística sobre a petição levantada por Barbara Leigh Smith Bodichon e apresentada por John Stuart Mill no Parlamento Britânico ou ainda sobre os novos movimentos políticos em Espanha, que anos mais tarde originariam a Primeira República Espanhola. Com presença além fronteiras, tanto A Voz Feminina como O Progresso foram comentados e referidos em várias revistas e jornais da imprensa inglesa, como The Athenaeum, Bern Journal ou Victoria Magazine.
Durante o mesmo período, na literatura, para além de traduzir várias obras de cariz feminista e de autoras estrangeiras, como Charlotte Brontë, Francisca Wood também traduziu diversos contos infantis dos Irmãos Grimm, e em 1868 publicou o seu primeiro e único romance intitulado "Maria Severn".
Nos anos que se seguiram, devido à animosidade que se gerou com Amália Vaz de Carvalho, que apesar de apoiar a instrução para as mulheres, divergia da activista feminista nomeadamente na busca pelos mesmos direitos políticos e legais que os homens, e pela relação de amizade que mantinha com a escritora Guiomar Torresão, com quem já havia colaborado anteriormente e entretanto havia criado a revista Almanaque das Senhoras, Francisca Wood foi afastada do panorama cultural português, gerado essencialmente pelo núcleo da Geração de 70. Sem apoios para prosseguir com a publicação do periódico O Progresso, Francisca e William Wood cessaram as suas actividades jornalísticas, continuando no entanto a gerir a tipografia que possuíam e a produzir para novas publicações lisboetas, como a revista sobre protecção dos direitos dos animais Zoophilo.
Apenas dois anos após falecimento do seu marido, Francisca Wood faleceu a 27 de novembro de 1900, na casa que possuía na Rua das Janelas Verdes, antiga freguesia de Prazeres, em Lisboa, com 98 anos de idade. Foi sepultada no Cemitério dos Ingleses, ao lado do Jardim da Estrela em Lisboa.